# Cleora cornaria
Cleora cornaria là một loài bướm đêm trong họ Geometridae.